# Джон Лінсон
Джон Лінсон (англ. John Linson) — американський сценарист, продюсер, актор та засновник компанії «Linson Entertainment».

## Життєпис
Джон Лінсон народився в Лос-Анджелесі, штат Каліфорнія у сім'ї американського продюсера Арта Лінсона та акторки Фіони Льюїс. У нього є сестра Дженніфер Лінсон.
Починав кар'єру зі створення кліпів. Згодом продюсував кліпи для таких відомих гуртів як «Nirvana» та «Guns N' Roses». За свою кар'єру Джон Лінсон працював з одними з найбільш талановитих та впливових виконавців у світі.
Згодом зайнявся виробництвом фільмів.
Захоплюється мотоциклами та має ліцензію приватного пілота.

## Фільмографія
| Рік         | Назва (укр.)          | Назва (англ.)         | Примітки                         |
| ----------- | --------------------- | --------------------- | -------------------------------- |
| 1984        | Без гальм             | The Wild Life         | Актор                            |
| 1998        | Великі сподівання     | Great Expectations    | Співпродюсер                     |
| 2000        | Сансет Стріп          | Sunset Strip          | Продюсер                         |
| 2005        | Королі Доґтауну       | Lords of Dogtown      | Продюсер                         |
| 2008–донині | Сини анархії          | Sons of Anarchy       | Виконавчий продюсер              |
| 2010        | Раневейс              | The Runaways          | Продюсер                         |
| 2011        | Live at the Paramount | Live at the Paramount | Продюсер                         |
| 2012        | Країна поза законом   | Outlaw Country        | Виконавчий продюсер              |
| 2014        | Гроші                 | The Money             | Виконавчий продюсер              |
| 2016        | Комедіант             | The Comedian          | Продюсер                         |
| 2018        | Аутсайдер             | The Outsider          | Продюсер/Сценарист               |
| 2018        | Єлловстоун            | Yellowstone           | Автор ідеї / Виконавчий продюсер |